# Všeobecné volby v Belgii 1987
Belgické všeobecné volby z roku 1987 se konaly 24. listopadu 1987.

## Sněmovna reprezentantů
| Politická strana | Politická strana                                                                             | Počet hlasů | Hlasy v % | Počet mandátů | +/−  |
| ---------------- | -------------------------------------------------------------------------------------------- | ----------- | --------- | ------------- | ---- |
|                  | Křesťanská lidová strana (Christelijke Volkspartij)                                          | 1 195 363   | 19,5%     | 43            | ▼ -6 |
|                  | Socialistická strana (Parti socialiste)                                                      | 961 361     | 15,6%     | 40            | ▲ +5 |
|                  | Socialistická strana - jinak (Socialistische Partij – Anders)                                | 915 432     | 14,9%     | 32            | ▬ ±0 |
|                  | Strana pro svobodu a pokrok ( Partij voor Vrijheid en Vooruitgang)                           | 709 758     | 11,5%     | 25            | ▲ +3 |
|                  | Liberální reformní strana (Parti Réformateur Libéral)                                        | 577 959     | 9,4%      | 23            | ▼ −1 |
|                  | Lidová unie (Volksunie)                                                                      | 495 120     | 8,1%      | 16            | ▬ ±0 |
|                  | Křesťanskosociální strana (Parti Social Chrétien)                                            | 491 908     | 8,0%      | 19            | ▼ −1 |
|                  | Agalev                                                                                       | 275 437     | 4,5%      | 6             | ▲+2  |
|                  | Ecolo                                                                                        | 157 988     | 2,6%      | 3             | ▼ -2 |
|                  | Vlámský blok (Vlaams Blok)                                                                   | 116 534     | 1,9%      | 2             | ▲ +2 |
|                  | Frankofonní demokratická fronta (Front démocratique des Francophones)                        | 71 338      | 1,2%      | 3             |      |
|                  | Komunistická strana Belgie (Kommunistische Partij van België / Parti de Belgique Communiste) | 51 046      | 0,8%      | -             | -    |
|                  | Socialistická dělnická strana (Socialistische Arbeiderspartij / Parti Socialiste Ouvrier )   | 31 446      | 0,5%      | -             | -    |
|                  | Valonská fronta (Rassemblement Wallon)                                                       | 12 391      | 0,2%      | -             | -    |
|                  | Národní fronta (Front National)                                                              | 7 596       | 0,1%      | -             | -    |
|                  | RAD / UDRT                                                                                   | 6 452       | 0,1%      | -             | -    |
|                  | Groen                                                                                        | 6 096       | 0,1%      | -             | -    |
|                  | PNR                                                                                          | 5 683       | 0,1%      | -             | -    |
|                  | PFN / PCN                                                                                    | 5 053       | 0,1%      | -             | -    |
|                  | PLC                                                                                          | 4 136       | 0,1%      | -             | -    |
| Celkem           | Celkem                                                                                       | 6 145 207   | 100%      | 212           |      |

## Belgický senát
| Politická strana | Politická strana                                                                             | Počet hlasů | Hlasy v % | Počet mandátů |
| ---------------- | -------------------------------------------------------------------------------------------- | ----------- | --------- | ------------- |
|                  | Křesťanská lidová strana (Christelijke Volkspartij)                                          | 1 169 337   | 19,2      | 22            |
|                  | Parti Socialiste (Parti socialiste)                                                          | 958 686     | 15,7      | 20            |
|                  | Socialistische Partij (Socialistische Partij – Anders)                                       | 896 924     | 14,7      | 17            |
|                  | Strana pro svobodu a pokrok ( Partij voor Vrijheid en Vooruitgang)                           | 686 440     | 11,3      | 11            |
|                  | Reformní liberální strana (Parti Réformateur Libéral)                                        | 564 367     | 9,3       | 12            |
|                  | Lidová unie (Volksunie)                                                                      | 494 410     | 8,1       | 10            |
|                  | Křesťanskosociální strana (Parti Social Chrétien)                                            | 474 370     | 7,8       | 8             |
|                  | Agalev                                                                                       | 299 049     | 4,9       | 3             |
|                  | Ecolo                                                                                        | 168 491     | 2,8       | 2             |
|                  | Vlámský blok                                                                                 | 122 953     | 2,0       | 1             |
|                  | Frankofonní demokratická fronta (Front démocratique des Francophones)                        | 77 512      | 1,3       | 1             |
|                  | Komunistická strana Belgie (Kommunistische Partij van België / Parti de Belgique Communiste) | 52 318      | 0,9       |               |
|                  | Socialistická dělnická strana (Socialistische Arbeiderspartij / Parti Socialiste Ouvrier)    | 43 386      | 0,7       |               |
|                  | Valonská fronta                                                                              | 14 333      | 0,2       |               |
| Celkem           | Celkem                                                                                       | 6 092 168   | 100,00%   | 106           |